# Alonso Maldonado de Torres
Alonso Maldonado de Torres (†Madrid, 1628) Magistrado español, activo en América.

## Biografía
Licenciado en Leyes, pasó al Perú por su nombramiento como oidor de la Real Audiencia de Lima (26 de julio de 1585). Por disposición del virrey Conde de Villardompardo asumió en 1589 el rectorado de la Universidad de San Marcos; sin embargo antes de cumplir un año de gobierno, tuvo que ceder el cargo al consiliario mayor, pues el propio Virrey le confió la tarea de suscribir el empréstito real en Huamanga, Arequipa y Cuzco.
De regreso a Lima, reanudó sus funciones de magistrado y reasumió el cargo rectoral en la Universidad (1597), por resolución del virrey Velasco. No obstante, ya se había dispuesto que los oidores no sean rectores, y junto al resto de maestros, apeló esta decisión al mandatario. Luego de cumplir sus funciones, asumió el rectorado del Colegio Mayor de San Felipe y San Marcos (1598). Fue promovido a la presidencia de la Real Audiencia de Charcas (28 de octubre de 1602), completando la visita iniciada por el inquisidor Antonio Gutiérrez de Ulloa. Fue partícipe de la fundación de la Universidad de Chuquisaca.
Maldonado de Torres deslindó los límites entre las diócesis de La Plata y de Santa Cruz de la Sierra mediante un auto el 17 de febrero de 1609 como comisionado real.
Jubilado en 1604, al padecer sordera, volvió a España, sin embargo fue nombrado miembro del Consejo de Indias y opinó en el pleito sobre la división del obispado del Cuzco.